# Petra Haffter
Petra Haffter (née le 29 décembre 1953 à Cuxhaven, en Basse-Saxe) est une réalisatrice, scénariste et productrice de cinéma allemande.

## Filmographie partielle

### Comme réalisatrice

#### Au cinéma
- 1988 : Voulez-vous mourir avec moi ? (Der Kuß des Tigers)
- 1991 : Der Mann nebenan
- 2011 : Speak Now 2010

#### À la télévision
- 1996 : Crash Kids